# Talinum nocturnum
Talinum nocturnum är en tvåhjärtbladig växtart som beskrevs av N.M. Bacigalupo. Talinum nocturnum ingår i släktet taliner, och familjen Talinaceae. Inga underarter finns listade i Catalogue of Life.